# Gunnar Felixson
Gunnar Felixson  est un footballeur islandais né le 14 mars 1940. Il jouait au poste de milieu de terrain pour le KR Reykjavik.

## Biographie

### Club
Gunnar passe toute sa carrière de joueur au KR. Il connaît avec le club de nombreux succès, et participe également aux premières rencontres européennes du football islandais.
Il marche sur les pas de ses aînés Hörður et Bjarni, tous deux joueurs du KR et internationaux islandais au moment où il arrive dans l'équipe, âgé d'une vingtaine d'années.
Il remporte trois Urvalsdeild au cours d'une décennie surtout marquée par l'arrivée des clubs islandais en coupes d'Europe (C1, C2 puis C3, à l'époque Coupe des villes de foire).
Champion d'Islande en 1963, le KR ne parvient pas à garder son titre, mais continue cependant sa razzia en Coupe d'Islande, bien aidé par Gunnar qui marque lors des finales 1961, 1962, 1963, 1964 et 1967. Entraîné au début par Óli B. Jónsson, le club de Reykjavik rafle 7 des 8 premières éditions.
En 1964, sous les ordres du grand Karl M. Guðmundsson, le KR dispute le tout premier match de Coupe d'Europe de l'histoire du football islandais, en l’occurrence la Coupe des clubs champions européens 1964-1965. Le hasard veut que son adversaire soit également un novice sur la scène européenne, novice qui ne tardera cependant pas à s'affirmer comme l'un des plus grands clubs d'Europe, puisqu'il s'agit de Liverpool FC.
Le match aller a lieu à Reykjavik, dans un Laugardalsvöllur plein comme un œuf (plus de 10 000 Islandais viennent assister au match, soit plus de 5 % de la population de l'époque). Les coéquipiers d'Ellert B. Schram, dont les trois frères Felixson, ne peuvent empêcher le club de la capitale de s'incliner 5 buts à 0. Si leur vaillance en première mi-temps est saluée par la presse, celle-ci bougonne quant au triste spectacle offert part une équipe réduite à défendre pendant tout le match. Selon le Morgunblaðið, les nombreux spectateurs étaient en droit d'attendre mieux. Ainsi les islandais découvre-t-il l'écart qui existe entre le football professionnel anglais et leur championnat local. Le match retour est joué à Anfield Road devant plus de 32 000 Anglais. Les Reds s'imposent cette-fois 6-1, mais une ovation attend les joueurs islandais à la fin du match. Gunnar inscrit le but du KR, faisant de lui le tout premier buteur islandais en Coupe d'Europe. Cela sera son unique réalisation en douze matchs européens.
Car le KR en disputera d'autres, notamment en C1 face au FC Nantes de Philippe Gondet et Jacky Simon en 1966-1967 et au Feyenoord en 1969-1970 (qui remporte les confrontations 16-2 et est le futur vainqueur de la compétition). Le club de la capitale dispute aussi plusieurs fois la C2, du fait de ses nombreuses victoires en Coupe d'Islande.
Milieu de terrain offensif et prolifique, Gunnar inscrit 44 buts en championnat avec le KR au cours de sa carrière, ce qui en fait, en 2015, le cinquième meilleur buteur du club.

### Sélection
En 1961, Karl M. Guðmundsson lui donne sa chance avec la sélection islandaise, lors d'un match face aux Pays-Bas amateurs. L'Islande remporte le match 4-3 grâce notamment à un but de Þórólfur Beck et deux buts de Gunnar. À noter qu'il marque après seulement 10 minutes de jeu sous le maillot de l'Islande, record qui ne sera battu que par Kristinn Steindórsson en 2015 (6 minutes de jeu, au cours d'un match face au Canada). 
Il cumulera sept capes internationales, dont une face à l'Angleterre olympique comptant pour les qualifications aux J.O. de Tokyo, où il est aligné aux côtés de ses deux frères Hörður et Bjarni. C'est un fait unique dans le football islandais.
Lorsqu'il était jeune, c'était également un bon joueur d'échecs.

## Palmarès

### Joueur
- KR Reykjavik
  - Champion d'Islande en 1961, 1963 et 1968
  - Vainqueur de la Coupe d'Islande en 1961, 1962, 1963, 1964, 1966 et 1967